# Светско првенство у пливању 2017 — 400 м мешовито за жене
Такмичење у пливању у дисциплини 400 метара мешовитим стилом за жене на Светском првенству у пливању 2017. одржано је 30. јула (квалификације и финала) као једна од дисциплина Светског првенства у воденим спортовима. Трке су се одржавале у базену Дунав арене у Будимпешта.
За трке у овој дисциплини било је пријављено 28 такмичарки из 22 земље. Титулу светске првакиње у овој дисциплини освојила је Мађарица Катинка Хосу која је у финалу испливала време од 4:29,33 минуте, што је уједно и нови рекорд светских првенстава. Сребрну медаљу освојила је Шпанкиња Миреја Белмонте Гарсија, док је бронза припала Канађанки Сидни Пикрем.
Српска пливачица Ања Цревар своју квалификациону трку испливала је у времену 4:48,53 минуте, што је било довољно за 22. место и на тај налин се није пласирала у финале.

## Освајачи медаља
|                    | Резултат |                               | Резултат |                    | Резултат |
|                    |          |                               |          |                    |          |
| Катинка Хосу (МАЂ) | 4:29,33  | Миреја Белмонте Гарсија (ШПА) | 4:32,17  | Сидни Пикрем (КАН) | 4:32,88  |

## Званични рекорди
Пре самог такмичења у овој дисциплини важили су следећи рекорди:
| Рекорд                         | Име                | Резултат | Место                   | Датум           |
| ------------------------------ | ------------------ | -------- | ----------------------- | --------------- |
| Светски рекорд СР              | Катинка Хосу (МАЂ) | 4:26,36  | Рио де Жанеиро (Бразил) | 6. август 2016. |
| Рекорд светских првенстава РПр | Катинка Хосу (МАЂ) | 4:30,31  | Рим (Италија)           | 26. јул 2009.   |

Током такмичења постављени су следећи рекорди:
| Датум   | Трка   | Такмичарка         | Време   | Тип рекорда |
| ------- | ------ | ------------------ | ------- | ----------- |
| 30. јул | финале | Катинка Хосу (МАЂ) | 4:29.33 | РПр         |

## Резултати квалификација
За такмичење у тркама на 400 метара мешовитим стилом за жене било је пријављено 28 такмичарки из 22 земље, а свака од земаља је имала право на максимално два такмичара у овој дисциплини. Квалификационе трке пливане су 30. јула у јутарњем делу програма, са почетком од 9:30 по локалном времену, а пласман у финале остварило је 8 такмичарки са најбољим резултатима квалификација. Квалификације су се пливале у 3 квалификационе групе.
| ПЛ. | Трка | Стаза | Пливач                  | Држава           | Резултат       | Напомена       |
| --- | ---- | ----- | ----------------------- | ---------------- | -------------- | -------------- |
| 01. | 3    | 4     | Катинка Хосу            | Мађарска         | 4:33,90        | КВ             |
| 02. | 3    | 5     | Миреја Белмонте Гарсија | Шпанија          | 4:35,29        | КВ             |
| 03. | 3    | 3     | Елизабет Бајсел         | Сједињене Државе | 4:36,18        | КВ             |
| 04. | 2    | 6     | Сидни Пикрем            | Канада           | 4:36,25        | КВ             |
| 05. | 3    | 6     | Сакико Шимицу           | Јапан            | 4:36,43        | КВ             |
| 06. | 2    | 3     | Лија Смит               | Сједињене Државе | 4:36,94        | КВ             |
| 07. | 2    | 4     | Јуј Охаши               | Јапан            | 4:36,97        | КВ             |
| 08. | 2    | 5     | Хана Мајли              | Велика Британија | 4:37,14        | КВ             |
| 09. | 3    | 2     | Ким Сеојонг             | Јужна Кореја     | 4:39,80        |                |
| 10. | 3    | 7     | Нгујен Ти Ан Вјен       | Вијетнам         | 4:40,39        |                |
| 11. | 2    | 8     | Жоана Марањао           | Бразил           | 4:41,29        |                |
| 12. | 2    | 1     | Жужана Јакабош          | Мађарска         | 4:41,40        |                |
| 13. | 3    | 1     | Џоу Мин                 | Кина             | 4:42,26        |                |
| 14. | 3    | 0     | Викторија Зејнеп Гунеш  | Турска           | 4:42,27        |                |
| 15. | 2    | 9     | Је Шивен                | Кина             | 4:43,40        |                |
| 16. | 1    | 3     | Кајли Макион            | Аустралија       | 4:43,61        |                |
| 17. | 2    | 0     | Викторија Каминскаја    | Португал         | 4:44,96        |                |
| 18. | 3    | 8     | Барбора Завадова        | Чешка            | 4:46,75        |                |
| 19. | 2    | 2     | Мари Софи Харви         | Канада           | 4:46,88        |                |
| 20. | 2    | 7     | Ејби Вуд                | Велика Британија | 4:47,30        |                |
| 21. | 1    | 6     | Моника Гонзалез         | Мексико          | 4:48,00        |                |
| 22. | 3    | 9     | Ања Цревар              | Србија           | 4:48,53        |                |
| 23. | 1    | 5     | Хелен Гасон             | Нови Зеланд      | 4:49,35        |                |
| 24. | 1    | 4     | Вирхинија Бардач        | Аргентина        | 4:53,22        |                |
| 25. | 1    | 2     | Илектра Лебл            | Грчка            | 4:56,95        |                |
| 26. | 1    | 7     | Азахра Перматахани      | Индонезија       | 4:57,00        |                |
| 27. | 1    | 1     | Сара Нистед             | Фарска Острва    | 5:21,21        |                |
| —   | 1    | 8     | Сајани Гош              | Индија           | Није наступила | Није наступила |

## Финале
Финална трка пливана је 30. јула са почетком у 18:20 часова по локалном времену.
| ПЛ. | Стаза | Пливач                  | Држава           | Резултат | Напомена |
| --- | ----- | ----------------------- | ---------------- | -------- | -------- |
|     | 4     | Катинка Хосу            | Мађарска         | 4:29,33  | РПр      |
| 2   | 5     | Миреја Белмонте Гарсија | Шпанија          | 4:32,17  |          |
| 3   | 6     | Сидни Пикрем            | Канада           | 4:32,88  |          |
| 4.  | 1     | Јуј Охаши               | Јапан            | 4:34,50  |          |
| 5.  | 2     | Сакико Шимицу           | Јапан            | 4:35,62  |          |
| 6.  | 7     | Лија Смит               | Сједињене Државе | 4:36,09  |          |
| 7.  | 3     | Елизабет Бајсел         | Сједињене Државе | 4:37,63  |          |
| 8.  | 8     | Хана Мајли              | Велика Британија | 4:38,34  |          |